# Weliki
Weliki, Welyki und Weliko sind ostslawische Wörter für groß.
Sie sind Beiname zahlreicher Ortschaften wie
- Weliki Nowgorod, Welikije Luki (Russland) und Welyki Mosty (Ukraine)

sowie häufige Familiennamen in Russland, der Ukraine und Bulgarien.